# Rukovodstvo
Rukovodstvo je istraživačka oblast i praktična veština koja prati sposobnost individue ili organizacije da „vodi” ili predvodi druge individue, timove, ili celokupne organizacije. Specijalistička literatura razmatra različita gledišta, upoređuje istočni i zapadni pristup rukovodstvu, a isto tako (na Zapadu) američke i evropske pristupe. Akademsko okruženje SAD definiše rukovodstvo kao „proces društvenog uticaja u kome osoba može da angažuje pomoć i podršku drugih u ostvarivanju zajedničkog zadatka”.
Studije rukovodstva su proivele teorije koje uključuju svojstva, situacione interakcije, funkcije, ponašanja, moći, vizije i vrednosti, harizme, savesti i inteligencije, između ostalih.
Rukovodstvo je uticaj i proces uticaja na ljude, na način da oni spremno i poletno teže ka ostvarenju skupnih ciljeva. Vođenjem se nastoji da se postigne da zaposleni rade pouzdano i gorljivo. Najvažniji činilac rukovodstva jeste sam vođa koji se postavlja na čelo kako bi podstaknuo druge da ostvare postavljene ciljeve.

## Osnovno načelo rukovodstva
S obzirom da ljudi nastoje da slede one koji im, prema njihovom mišljenju, nude sredstva za zadovoljenje njihovih vlastitih ciljeva, to znači da što više menadžeri razumeju ono što motiviše podređene i kako ta motivacija deluje, te što više u proizvođenju svojih akcija koriste to razumevanje, to će, verojatno, biti uspešniji kao vođe.

## Veštine rukovodstva
- sposobnost uspešnog i odgovornog korištenja moći (bez zloupotrebe)
- sposobnost razumevanja da ljudska bića imaju različite motive
- sposobnost inspiriranja
- sposobnost podsticanja motivacije.

## Stilovi rukovodstva
Svaki menadžer mora imati svoj stil vođstva i sam odlučuje na koji će način voditi organizaciju. Izbor stila vođstva zavisi od:
- karakteristika vođe
- sila koje dolaze od podređenih
- sila koje definišu situaciju.

## Situacijski (kontingencijski) pristup rukovodstvu
Uspešnost vođstva se temelji na faktorima šire radne zajednice i stoga je teško reći koji stil vođstva je najbolji. Stil vođstva zavisi od konkretne situacije. Dva su se naučnika najviše bavila ovim pristupom, Fred Fidler i Rober Haus.

### Fidlerov situacijski pristup
Fidler smatra da ljudi postaju vođe ne samo zbog osobnih karakteristika već i zbog različitih situacijskih činioca, te interakcije između vođe i članova grupe. On predlaže dva stila vođstva:
- Stil koji je orijentisan na zadatak
- Stil koji je orijentisan na dobre međuljudske odnose.

Fidler je identifikovao tri kritične dimenzije koje mogu pomoći pri odabiru najuspešnijeg stila vođstva. To su:
1. pozicija moći
  - stupanj do kojeg moć pozicije omogućuje vođi pridobivanje članova grupe na slaganje s njegovim smerom → organizacijski autoritet.
2. struktura zadatka
  - stupanj do kojeg zadatak može biti jasno definiran.
  - stupanj do kojeg se ljudi mogu smatrati odgovornima za taj zadatak.
3. odnosi vođe i članova grupe
  - najvažnija dimenzija, jer se odnosi na stupanj do kojega članovi grupe simpatiziraju, veruju mu i spremni su ga slede.

### Teorija puta do cilja
Haus smatra da je osnovna funkcija vođe da pojasni i postavi ciljeve, te da pomogne podređenima da pronađu najbolji put za dosezanje ciljeva i uklanjanje prepreka na tom putu. Bit ove teorije je da vođa utiče na put između ponašanja i ciljeva. To se može postići:
- definisanjem pozicija i uloga
- uklanjanjem prepreka postignuću
- pridobivanjem pomoći članova skupine u postavljanju ciljeva
- podsticanjem skupne kohezije
- smanjivanjem stresa i vanjske kontrole.

Ova teorija takođe nije dala odgovor koji stil vodstva je najbolji. Definiše četiri stila vodstva:
1. podržavajuće vodstvo
  - razmatra potrebe zaposlenih i stvara ugodnu organizacijsku klimu.
2. participativno vodstvo
  - podređeni mogu utjecati na odluke nadređenih (rezultira povećanom motivacijom).
3. instrumentalno vodstvo
  - daje podređenima smernice i šta se od njih očekuje.
4. vodstvo orijentirano na postignuće
  - postavljanje izazovnih ciljeva, traženje poboljšanih rezultata i poverenje da će podređeni ostvariti visoke ciljeve.

## Literatura
- Blake, R.; Mouton, J. (1964). The Managerial Grid: The Key to Leadership Excellence. Houston: Gulf Publishing Co.
- Carlyle, Thomas (1841). On Heroes, Hero-Worship, and the Heroic History. Boston: Houghton Mifflin. ISBN 978-1-4069-4419-8.
- Chemers, M. (1997). An integrative theory of leadership. Lawrence Erlbaum Associates, Publishers. ISBN 978-0-8058-2679-1.
- Fiedler, Fred E. (1967). A theory of leadership effectiveness. McGraw-Hill: Harper and Row Publishers Inc.
- Heifetz, Ronald (1994). Leadership without Easy Answers. Cambridge, Massachusetts: Harvard University Press. ISBN 978-0-674-51858-2.
- Hemphill, John K. (1949). Situational Factors in Leadership. Columbus: Ohio State University Bureau of Educational Research.
- Hersey, Paul; Blanchard, Ken; Johnson, D. (2008). Management of Organizational Behavior: Leading Human Resources (9th изд.). Upper Saddle River, New Jersey: Pearson Education. ISBN 978-0-13-017598-4.
- Miner, J. B. (2005). Organizational Behavior: Behavior 1: Essential Theories of Motivation and Leadership. Armonk: M. E. Sharpe.
- Spencer, Herbert (1841). The Study of Sociology. New York: D. A. Appleton. ISBN 978-0-314-71117-5.
- Tittemore, James A. (2003). Leadership at all Levels. Canada: Boskwa Publishing. ISBN 978-0-9732914-0-7.
- Vroom, Victor H.; Yetton, Phillip W. (1973). Leadership and Decision-Making. Pittsburgh: University of Pittsburgh Press. ISBN 978-0-8229-3266-6.
  - Jay W. Lorsch (Spring 1974) Book Review: Leadership and Decision Making by Vroom & Yetton, MIT Sloan Management Review 15  (3):  100
- Vroom, Victor H.; Jago, Arthur G. (1988). The New Leadership: Managing Participation in Organizations. Englewood Cliffs, New Jersey: Prentice-Hall. ISBN 978-0-13-615030-5.
- Van Wormer, Katherine S.; Besthorn, Fred H.; Keefe, Thomas (2007). Human Behavior and the Social Environment: Macro Level: Groups, Communities, and Organizations. US: Oxford University Press. ISBN 978-0-19-518754-0.
- Montana, Patrick J.; Bruce H. (2008). Management. Hauppauge, New York: Barron's Educational Series, Inc. ISBN 978-0-944740-04-0.
- Schultz, Duane P. Schultz, Sydney Ellen (2010). Psychology and work today : an introduction to industrial and organizational psychology (10th изд.). Upper Saddle River, N.J.: Prentice Hall. стр. 171. ISBN 978-0205683581.
- Murray Hiebert, Bruce Klatt, The Encyclopedia of Leadership: A Practical Guide to Popular Leadership Theories and Techniques [1 ed.], 9780071363082, 0071363084, McGraw-Hill, 2000
- Hadley Cantril (1958) "Effective democratic leadership: a psychological interpretation", Journal of Individual Psychology 14: 128–38, and pages 139–49 in Psychology, Humanism and Scientific Inquiry (1988) edited by Albert H. Cantril, Transaction Books.
- House, Robert J. (1971). „A path-goal theory of leader effectiveness”. Administrative Science Quarterly. 16 (3): 321—339. JSTOR 2391905. doi:10.2307/2391905.
- House, Robert J. (1996). „Path-goal theory of leadership: Lessons, legacy, and a reformulated theory”. Leadership Quarterly. 7 (3): 323—352. doi:10.1016/S1048-9843(96)90024-7.
- Lewin, Kurt; Lippitt, Ronald; White, Ralph (1939). „Patterns of aggressive behavior in experimentally created social climates”. The Journal of Social Psychology: 271—301.
- Kirkpatrick, Shelley A.; Locke, Edwin A. (1991). „Leadership: Do traits matter?” (PDF). Academy of Management Executive. 5 (2). Архивирано из оригинала (PDF) 27. 06. 2010. г. Приступљено 01. 01. 2019.
- Spillane, James P.; Halverson, Richard; Diamond, John B. (2004). „Towards a theory of leadership practice”. Journal of Curriculum Studies. 36 (1): 3—34. doi:10.1080/0022027032000106726.
- Vroom, Victor; Sternberg, Robert J. (2002). „Theoretical Letters: The person versus the situation in leadership”. Leadership. 13 (3): 301—323. doi:10.1016/S1048-9843(02)00101-7.
- Bourion, Christian (2006). A Management System Exempt from Power: Learning to Manage with Consideration for Others.. ISBN 978-0-230-00218-0.
- {{Cite book| ref=harv|last=Bleicher|first=Knut|title= Das Konzept Integriertes Management. 7. Auflage. |location= Frankfurt/New York |year=2004|isbn=978-3-593-37634-9
- Levine, Stuart R.; Crom, Michael A.; Carnegie, Dale (1993). The leader in you: how to win friends, influence people, and succeed in a changing world. Simon & Schuster. New York. ISBN 978-0-671-79809-3.
- Neuberger, Oswald (2002). Führen und führen lassen. Völlig neubearb. 6. Auflage. UTB. Stuttgart. ISBN 978-3-8252-2234-5.
- Pinnow, Daniel F. (2005). Führen - Worauf es wirklich ankommt. 5. Auflage. Gabler. Wiesbaden. ISBN 978-3-8349-0016-6.
- Horst-Joachim Rahn (2010). Erfolgreiche Teamführung. 6. völlig überarb. Auflage. Hamburg. ISBN 978-3-937444-66-6.
- Ders. (2008). Personalführung kompakt. Ein systemorientierter Ansatz. Oldenbourg. München. ISBN 978-3-486-58506-3.
- Hans-Joachim Reeb; Siegfried-Michael Moerchel (1992). Menschenführung. Praktisches Handbuch für Vorgesetzte in der Bundeswehr. Walhalla, Regensburg u.a. ISBN 978-3-8029-6012-3.
- Max Graf zu Solms (1932). Führerbestellung. (Bau und Gliederung der Menschengruppen. Teil II). Leipzig.
- Steinkellner, Peter (2005). Systemische Intervention in der Mitarbeiterführung. Carl-Auer-Verlag. Heidelberg. ISBN 978-3-89670-347-7.
- Weibler, Jürgen (2001). Personalführung. Vahlen. München. ISBN 978-3-8006-2675-5.
- Wunderer, Rolf. Führung und Zusammenarbeit. 5. Auflage. München/Neuwied. ISBN 978-3-472-05250-0.